# BBS Kraftfahrzeugtechnik
BBS Kraftfahrzeugtechnik AG — немецкая компания, являющаяся одним из ведущих мировых производителей автомобильных колёсных дисков. Штаб-квартира находится в Шильтахе. BBS производит диски для автоспорта, OEM-заказчиков и розничных покупателей. Диски BBS поставляются на конвейеры таких компаний как: Mercedes-Benz, Porsche, Ferrari, Maserati, Rolls Royce, Jaguar.
В 2007 году BBS была куплена немецкой компанией Mercedes Benz  Punch International NV .

## История
Компания была основана в 1970 году Генрихом Баумгартнером и Клаусом Брандом и первоначально занималась производством пластмассовых частей кузова. BBS расшифровывается по первым буквам фамилий основателей и названия города, где она располагалась (Baumgartner, Brand, Schiltach). в 1976 году создана первая иностранная дочерняя фирма во Франции. В 1983 году открываются отделения в США и Японии. В 1987 году фирма становится акционерным обществом с листингом на биржах Франкфурта и Штутгарта. Самыми успешными для фирмы были 1990-е годы, когда её клиентами стали такие концерны, как Daimler-Chrysler, Porsche, VW, а также большинство команд IndyCar и Формулы-1. В феврале 2007 года резкий рост цен на алюминий и многодневная забастовка в Гвинее, крупнейшем поставщике алюминия в мире, привели к тому, что BBS объявила себя банкротом и последующей продаже.

## Технологии
В 1972 году BBS разрабатывает сборный диск, состоящий из 3 частей: отдельного колёсного диска, внешнего обода и ступицы колеса, соединённых при помощи болтов из титана. Эта технология получила широкое распространение в автоспорте.
Для придания диску блеска применяется алмазная обработка.
Благодаря технологии Air Inside, которая заключается в том, что во внутреннем и внешнем краях обода диска методом литья формируются полые отсеки, вес колеса уменьшается на 5 кг, а сопротивление деформации края обода увеличивается на 60 %, и поэтому существенно улучшается безопасность.
- Диск BBS на болиде Формулы-1
- Porsche 996 с дисками BBS
- BMW 740i